# Isla Patio
Isla Patio es una pequeña isla de Papua Nueva Guinea, ubicada al sureste de Nueva Hanover, al noroeste de Nueva Irlanda. Senta Pass lo separa de la Isla Tsoilaunung al norte. Al sur está la isla Baudisson.